# Castell de Callosa de Segura
El castell de Callosa de Segura és una antiga fortificació situada en el terme municipal de Callosa de Segura, a la comarca valenciana del Baix Segura.
El castell ocupa el cim d'un abrupte turó de la serra de Callosa, sobre la vila i a uns 200 m d'altitud aproximadament.

## Història
El cronista àrab Al-Udri, del segle xi, documenta l'existència del castell de Callosa al segle x, en l'àmbit dels enfrontaments entre el senyoriu de Qalyusa i el califat de Còrdova, la qual cosa el converteix en un dels més antics de les comarques meridionals valencianes. Servia com a defensa de l'alqueria situada als seus peus, la qual l'unia un camí emmurallat.

## L'edifici
Avui el castell es troba en situació de ruïna. Hi destaca la torre de l'homenatge, de la qual es va restaurar una part on hi ha un finestral amb arc de mig punt, visible des de la població. A l'altra banda, es conserven restes de la cimentació i de la muralla de mamposteria.
La fortificació tenia forma allargada. Mentre la cara sud-oest era recta en un tram de 30 metres, sense sortints, la cara nord-oest era esglaonada. En l'interior s'ubicava un aljub, del qual es conserva l'arrebossat i l'arrancada de la volta de mig canó que el cobria.
Pels voltants hi ha restes de les diverses torres de guaita que protegien el castell.